# 鲍勃·穆塞尔
羅伯特·威廉·「鮑勃」·穆塞爾（Robert William "Bob" Meusel，1896年7月19日—1977年11月28日），一位前美國職棒大聯盟球員，他在1920年到1930年共打了11個球季，除了最後一個球季以外，其餘賽季穆塞爾皆待在紐約洋基隊。他是洋基1920年代的冠軍隊最有名的成員之一。當時球隊的綽號「Murderers' Row」（殺手打線）是在得到第六個美國聯盟冠軍與第三次世界大賽冠軍時所取的。
穆塞爾最有名的就是他在外野傳球的臂力，打序則在棒球名人堂球員貝比·魯斯與盧·賈裡格之後的第五棒。於1925年，他成為自魯斯之後的第二位洋基球員在全壘打（33支）、打點（138分）、長打（79支）都領先全美聯，穆塞爾的綽號為「Long Bob」（長人鮑勃）是因為他6英呎3英吋（1.91公尺）的身高。穆塞爾的職業生涯結束於辛辛那提紅人隊，他共打過三次完全打擊，史上只有三位打者有這種成就。
他的哥哥，艾瑞許·穆塞爾（Irish Meusel）則是一位國家聯盟的明星外野手，生涯主要待在紐約巨人隊，並在當時與洋基共同使用球場。他有平均.310的生涯打擊率，但傳球的臂力並不如鮑勃來的好。

## 早期生涯
穆塞爾出生於加州的聖荷西，是家裡六個孩子裡年紀最小的，在他幼年時就搬家到洛杉磯居住，並就讀洛杉磯中學。1917年，穆塞爾職業生涯剛開始是在太平洋岸聯盟的弗農老虎隊（Vernon Tigers）打球。第一次世界大戰期間，他加入美國海軍並在美國海軍棒球隊打球。他於1919年球季重回到老虎隊，且打擊率為.330。穆塞爾在小聯盟也可以守備三壘。
於1921年12月14日，穆塞爾與伊迪絲·科恩結婚，他們有一位女兒。

## 職業生涯
1920年初，洋基與穆塞爾簽約，在春訓過後，穆塞爾回到了一壘，而名人堂選手法蘭克·貝克（Frank Baker）移至三壘，他的生涯初登板是在1920年4月14日。在他的新人球季，穆塞爾有.328的打擊率，在超過119場比賽中，還有11支全壘打和83分打點。儘管有時與迪菲·路易斯（Duffy Lewis）一起共同分擔左外野，穆塞爾在二壘安打數上，也在聯盟排名第四（40支）。
於1921年球季，穆塞爾154場出賽中有149場先發，主要是守備右外野。他的打擊率為.318，全壘打數（24支）在聯盟排名第二、打點（136分）聯盟排名第三。他於5月7日對上華盛頓參議員隊時打出完全打擊，球隊最後也贏得比賽。於9月5日雙重賽的第二場，他平了大聯盟外野手助殺的紀錄。接下來於28日打破助殺紀錄並同時平了聖路易布朗隊傑克·托賓（Jack Tobin）在當季的外野助殺王的28次；穆塞爾也被認為是聯盟中最全能的選手之一。穆塞爾的哥哥－艾裡什，在季中從原本的費城費城人隊到了紐約巨人隊，且協助巨人隊拿到國家聯盟冠軍，兩兄弟在1921年世界大賽互相對上，巨人隊對上了他們的客戶（洋基的主場與巨人一樣是馬球球場，但所有權是屬於巨人的）。鮑勃·穆塞爾在系列戰第三戰盜本壘成功、在第五戰擊出二壘安打讓貝比·魯斯跑回致勝分，也使得系列總比分領先巨人，但洋基輸了接下來三場和世界大賽冠軍（也是史上最後一次九戰五勝制的世界大賽），穆塞爾八場比賽打擊率僅僅.200。
在同時，穆塞爾、比爾·皮爾西（Bill Piercy）和魯斯報名參加駕駛雙翼飛機飛行特技的表演，然而這在當時的棒球規則是不被允許的，穆塞爾和魯斯先前就被警告，大聯盟執行長凱納索·蒙頓·藍迪斯（Kenesaw Mountain Landis）禁止他們於1922年球季前五週的初賽，並罰了他們每個人先前於世界大賽所獲得的3362美元。該球季穆塞爾只打了121場比賽，打擊率.319、16支全壘打和84分打點。因為魯斯守備右外野，所以穆塞爾漸漸守到左外野；但到客場時，因為魯斯會被陽光影響，穆塞爾有時也會與魯斯交換。儘管有好幾場比賽並沒有出場，但穆塞爾仍領先美聯的助殺數（24次），且他於7月21日對上底特律老虎隊再度打擊出生涯第二次的完全打擊。洋基再度贏得了美聯冠軍
，但國聯冠軍卻又是紐約巨人隊，在世界大賽的五場比賽中，穆塞爾打出隊中最高的.300打擊率，但洋基再次輸掉世界大賽。
於1923年，洋基隊遷移到了洋基體育場，穆塞爾在該季打擊率.313，有9支全壘打和91分打點，在洋基移到洋基體育場之後，穆塞爾在連續第三度在世界大賽對決巨人的情況下，幫助洋基隊得到隊史第一座世界大賽冠軍。他在系列賽裡有全隊最多的打點（8分），於第四戰在馬球球場的第二局裡，打出了兩分打點的三壘安打幫助洋基贏得比賽、第五戰貢獻三分打點讓洋基順利領先進入第六戰。
1924年球季開始之前，穆塞爾的摯友東尼·伯克爾（Tony Boeckel），波士頓勇士隊的游擊手，在紐約市因開車翻覆而身亡，穆塞爾是當時的乘客，因及時逃出而沒有危險。該年穆塞爾打擊率為.320，在143場比賽中有12支全壘打，120分打點。在7月13日對上老虎隊的比賽，穆塞爾捲入了一場史上最惡名昭彰的群架事件之一，當時洋基隊在九局上半以10：6領先，老虎隊明星球員、總教練泰·柯布，暗示投手伯特·科爾（Bert Cole）對穆塞爾投出觸身球，魯斯看到暗號後警告穆塞爾，穆塞爾被打到了背部後衝向了科爾，雙方隊伍都衝到球場上打架，魯斯同樣的與柯布打了起來。超過千位的球迷也衝進了場地內，引發了大爆亂，警察控制了群架的情況並拘捕了幾位球迷。該場比賽的裁判比利·伊凡斯（Billy Evans）將穆塞爾、魯斯驅逐出場。最後美國聯盟主席班·約翰森（Ban Johnson）懲處了穆塞爾與柯爾，且發佈了十場比賽的禁賽。
穆塞爾於1925年的表現大爆發，他有領先美國聯盟的全壘打（33支）、打點（138分）、出賽（156場）和長打（79支），儘管如此，他在美聯最有價值球員獎的票選排名只有第18名，遠遠落後於前隊友羅傑·佩金博夫（Roger Peckinpaugh）。洋基在這一季的表現是十年來最差的，69勝85負的成績在聯盟中排名第七。接下來的1926年球季，穆塞爾只有打108場比賽，打擊率.315、12支全壘打與81分打點。
於1926年世界大賽對上聖路易紅雀，穆塞爾於第七戰第四局滿壘時漏接了關鍵的飛球，讓紅雀隊將比數搬為 1－1；下一位打擊者又打出帶有兩分打點的一壘安打。穆塞爾原本有機會在接下來幾局彌補，但在第五、七局時壘上有人都打出內野滾地球，在第九局下半，洋基3－2落後，紅雀隊先發投手格羅佛·克裡夫蘭·亞歷山大（Grover Cleveland Alexander）先解決前兩位打者，後來保送了魯斯，穆塞爾打擊時魯斯盜壘，但被紅雀隊捕手巴布·奧法洛（Bob O'Farrell）阻殺而結束世界大賽，穆塞爾該系列賽打擊率只有.238。
穆塞爾是1927年紐約洋基隊的關鍵成員之一，而當時的洋基隊被認為是史上最佳的隊伍，該球季穆塞爾打了135場比賽，打擊率.337、有8支全壘打、103分打點和聯盟第二的24次盜壘成功數，於5月16日，他在比賽中連續到了二壘、三壘和本壘。於1927年世界大賽，穆塞爾打擊表現不佳，且在四場系列賽中打破了史上最多被三振的次數（7次），不過洋基以直落四橫掃了匹茲堡海盜隊。
於1928年，穆塞爾打了131場比賽，打擊率.297、有11支全壘打和111分打點，他於7月26日對上老虎隊打出了生涯第三次的完全打擊。洋基隊連續第三年進入世界大賽，對手卻是兩年前在世界大賽擊敗洋基的紅雀隊，於系列賽第一場，穆塞爾打出在世界大賽裡生涯唯一一支全壘打。洋基再次於世界大賽裡以4比0橫掃對手。
1930年球季開季，洋基將穆塞爾賣給辛辛那提紅人隊，他打了110場比賽，打擊率.289、有10支全壘打與69分的打點，紅人隊在球季結束後將穆塞爾釋出，而他到了明尼阿波裡斯米勒斯隊（Minneapolis Millers），是一支美國協會的球隊。該季他的打擊率為.283。 他於1932年再度回到，他打了64場比賽後，宣佈退休，該季他有.329的打擊率與4發全壘打。
穆塞爾的大聯盟生涯共有368支二壘安打、94支三壘安打、156支全壘打、.497的長打率、1067分打點、826分得分和140次盜壘，東尼·拉澤裡（Tony Lazzeri）是最多打破穆塞爾在洋基隊史右打者創紀錄的打者，而喬·狄馬喬在1940年代晚期打破穆塞爾在的洋基隊右打者打擊率、長打率和二壘安打的紀錄。

## 退休
在棒球界退休後，穆塞爾到了美國海軍基地當了15年的保安人員。他於1939年7月4日參加了昔日隊友盧·賈裡格最有名的「地球上最幸運的人」演說。他也曾出現在1924年的電影洋基的驕傲（The Pride of the Yankees）、1948年電影娃娃兵（The Babe Ruth Story），在電影裡客串演出。
穆塞爾於1977年在加州唐尼的自己家中去世，被葬於加州惠提爾的玫瑰崗紀念園（Rose Hills Memorial Park）。

## 傳奇
穆塞爾被認為是洋基隊1920年代「Murderers' Row」（殺手打線）的最具代表性的球員之一，其他還包括魯斯、賈裡格、二壘手東尼·拉澤裡（Tony Lazzeri）和中外野手厄爾·坎伯（Earle Combs）。他所創造的三次完全打擊，平了原本紀錄保持人約翰·萊裡（John Reilly）於1890年所創下的，貝比·赫曼（Babe Herman）於1933年同樣達成此紀錄。穆塞爾在當代有著超強的臂力，在他的去世報導中，《紐約時報》形容他的傳球臂力「致命般的準確」。棒球名人堂成員之一的總教練凱西·史丹格（Casey Stengel），他曾於1921年到1923待過巨人隊，他說他從未見過穆塞爾如此棒的傳球。
他的教練米勒·哈金斯（Miller Huggins）形容他「與眾不同」，因為他冷靜、沉默寡言，且很少接受報紙訪談，和他懶散的態度－像是不跑去接滾出內野的滾地球，這些種種阻礙了他達到著名巨星的目標。他在世界大賽生涯的24次三振的右打者紀錄，直到1958年才被洋基的漢克·鮑爾（Hank Bauer）和吉·麥杜加（Gil McDougald）超越。
穆塞爾曾於1982年被棒球名人堂的資深委員會提名，但委員會選了前大聯盟執行長哈皮·錢德勒（Happy Chandler）和前巨人隊游擊手崔維斯·傑克森（Travis Jackson）而非穆塞爾。

## 職棒生涯成績
| Year       | Tm         | G    | PA   | AB   | R   | H    | 2B  | 3B | HR  | RBI  | SB  | CS  | BB  | SO  | BA   | OBP  | SLG  | OPS  |
| 1920       | NYY        | 119  | 494  | 460  | 75  | 151  | 40  | 7  | 11  | 83   | 4   | 4   | 20  | 72  | .328 | .359 | .517 | .876 |
| 1921       | NYY        | 149  | 646  | 598  | 104 | 190  | 40  | 16 | 24  | 135  | 17  | 6   | 34  | 88  | .318 | .356 | .559 | .915 |
| 1922       | NYY        | 121  | 527  | 473  | 61  | 151  | 26  | 11 | 16  | 84   | 13  | 8   | 40  | 58  | .319 | .376 | .522 | .898 |
| 1923       | NYY        | 132  | 503  | 460  | 59  | 144  | 29  | 10 | 9   | 91   | 13  | 15  | 31  | 52  | .313 | .359 | .478 | .837 |
| 1924       | NYY        | 143  | 630  | 579  | 93  | 188  | 40  | 11 | 12  | 120  | 26  | 14  | 32  | 43  | .325 | .365 | .494 | .859 |
| 1925       | NYY        | 156  | 696  | 624  | 101 | 181  | 34  | 12 | 33  | 138  | 13  | 14  | 54  | 55  | .290 | .348 | .542 | .889 |
| 1926       | NYY        | 108  | 474  | 413  | 73  | 130  | 22  | 3  | 12  | 81   | 16  | 17  | 37  | 32  | .315 | .373 | .470 | .842 |
| 1927       | NYY        | 135  | 584  | 516  | 75  | 174  | 47  | 9  | 8   | 103  | 24  | 10  | 45  | 58  | .337 | .393 | .510 | .902 |
| 1928       | NYY        | 131  | 577  | 518  | 77  | 154  | 45  | 5  | 11  | 113  | 6   | 9   | 39  | 56  | .297 | .349 | .467 | .816 |
| 1929       | NYY        | 100  | 413  | 391  | 46  | 102  | 15  | 3  | 10  | 57   | 2   | 5   | 17  | 42  | .261 | .292 | .391 | .683 |
| 1930       | CIN        | 113  | 484  | 443  | 62  | 128  | 30  | 8  | 10  | 62   | 9   |     | 26  | 63  | .289 | .330 | .460 | .790 |
| 11 Seasons | 11 Seasons | 1407 | 6028 | 5475 | 826 | 1693 | 368 | 95 | 156 | 1067 | 143 | 102 | 375 | 619 | .309 | .356 | .497 | .852 |

## 外部連結
- 球員資訊和成績在MLB ，ESPN ，Retrosheet ，Baseball Reference ，Baseball Reference (Minors) ，Fangraphs ，The Baseball Cube （英文）
- （英文）BaseballLibrary - 資料、生涯焦點和 SABR參考書目
- （英文）The Journal News: Greatest Yankees 在 Internet Archive

| 前任： 貝比·魯斯   | 美國職棒大聯盟全壘打王 1925 | 繼任： 貝比·魯斯 |
| 前任： 古斯·高斯林 | 美國職棒大聯盟打點王 1925   | 繼任： 貝比·魯斯 |